# Виллар, Оноре-Арман де
Герцог Оноре-Арман де Виллар (фр. Honoré-Armand de Villars; 4 октября 1702, Париж — 27 апреля 1770, Марсель), пэр Франции, гранд Испании 1-го класса — французский государственный деятель.

## Биография
Сын герцога Клода-Луи-Эктора де Виллара, маршала Франции, и Жанны-Анжелики Рок де Варанжвиль.
Принц де Мартиг, виконт де Мелён, граф де Рошмиле, маркиз де Ла-Мелль.
Первоначально носил титул маркиза де Виллара.
9 апреля 1714 был назначен преемником должности Прованского губернатора, принадлежавшей его отцу.
В марте 1718 стал кампмейстером кавалерийского полка своего имени. Участвовал в итальянских кампаниях в армии своего отца. Доставил королю известие о взятии 4 января 1734 Миланского замка, и 13 февраля был произведен в бригадиры. По утверждению биографа, никогда бы не получил этот чин, если бы не был в милости, благодаря заслугам маршала Виллара.
Через несколько месяцев, по смерти маршала, стал герцогом, пэром Франции, грандом Испании 1-го класса, губернатором Прованса и отдельно Тур-дю-Бука (август 1734).
16 августа того же года был избран в число сорока бессмертных, и 9 декабря был принят аббатом Утвилем в члены Французской академии на место своего отца. Поскольку, в основном, жил в Провансе, то заседания академии посещал редко, поддерживая дружеские отношения с Вольтером, д'Аламбером и Дюкло.
21 августа 1736 был пожалован Филиппом V в рыцари ордена Золотого руна.
От отца унаследовал, в числе прочего, замок Во-ле-Виконт и два особняка в Париже — Большой и Малый отели Виллара. После смерти матери в 1763 году продал замок герцогу де Пралену, а имущество отца перевез в парижские дома, которые после его смерти были проданы герцогу де Бриссаку.
От матери унаследовал в Нормандии замок Гальвиль с поместьем, которые продал в 1764 году.
Герцог де Виллар был протектором Марсельской академии.
В 1750 году купил в Экс-ан-Провансе на нынешнем бульваре Мирабо частный особняк, сооруженный в 1710 году Луи д'Эмиви де Муассаком, советником Счетной палаты. Он находился на престижном участке, предназначавшемся с 1664 года для правительственного сооружения. Герцог распорядился перестроить фасад, придав ему пышность, достойную губернатора, но сам редко жил в Эксе, где его плохо принимал Прованский парламент, и предпочитал свою марсельскую резиденцию в квартале Эгалад, где и умер.
В завещании, составленном 27 июня 1765, оставил Экс-ан-Провансу значительную сумму, предназначенную для создания нескольких учреждений: публичной библиотеки, ботанического сада, кабинета древностей и медалей, и школы рисунка.
Статую маршала Виллара работы Никола Кусту герцог завещал поставить в главном зале библиотеки. Во время революции она была спрятана в бенедиктинском монастыре, и только в 1812 году о ней вспомнили и установили наверху большой лестницы в городской ратуше.

## Семья
Жена (5.08.1721): Амабль-Габриель де Ноай (18.02.1706—16.09.1771), дочь герцога Адриена-Мориса де Ноая, маршала Франции, и Франсуазы-Шарлотты д'Обинье, придворная дама (12.1727), затем камерфрейлина (9.1742) королевы Марии Лещинской
Дочь:
- Амабль-Анжелика (18.03.1723—16.09.1771). Родилась от связи своей матери с великим приором Жаном-Филиппом-Франсуа Орлеанским. Муж (5.02.1744): Ги-Феликс Пиньятелли-Эгмонт (1720—1753), принц Гаврский. После смерти мужа ушла в монастырь (18.06.1754)

## Половая ориентация
Второй герцог де Виллар получил прозвище ami de l'Homme из-за своей общеизвестной гомосексуальности.
Луи Пети де Башомон в своих Мемуарах указывает (5.05.1770), что «его обвиняют в пороке, который он ввел в моду при дворе, и который стоил ему широкой известности, как можно увидеть в Девственнице».
Вольтер в нелегальных изданиях Орлеанской девственницы упоминает Виллара вместе с другим их общим приятелем маркизом де Тибувилем:
Казанова пишет в «Истории моей жизни»:

Рассматривая его манеру держаться и внешность, я думал увидеть женщину 70 лет, одетую мужчиной, худую, истощенную и измученную, которая в молодости могла быть красивой. Его щеки в красных прожилках были нарумянены, губы накрашены кармином, ресницы начернены, зубы вставные, на голове слипшиеся волосы, обильно напомаженные, с амброй и огромным букетом в самой верхней бутоньерке, который доходил ему до подбородка. К тому же очень вежливый, любезный и жеманный, весь во вкусе времен Регентства. Мне говорили, что в молодости он любил женщин, но, состарившись, выбрал непритязательную участь стать женой троих или четверых прекрасных миньонов, которых держал у себя на службе. Этот герцог был губернатором Прованса.— Casanova G. Histoire de ma vie. Tome sixième, chapitre X, éd. Plon, 1960